# BMW 1600, BMW 1600-2, BMW 1602
Cet article concerne des familiales routières de la BMW Série 02. Pour la grande routière de la famille BMW Neue Klasse produite de 1964 à 1966, voir BMW 1600.
Pour les articles homonymes, voir BMW Série 02.
Les BMW 1600-2 et BMW 1602 sont des familiales à deux portes produites par BMW de 1966 à 1975. Elles font partie de la BMW Série 02, cette gamme de berlines qui étaient les prédécesseurs des BMW Série 3. 
Ces modèles établissent de nouveaux standards en tant que familiales routières sportives. Ils ont combiné un design épuré avec un haut degré de fonctionnalité et de valeur. Premier modèle de la famille Série 02, la BMW 1600-2 s'appelle aussi BMW 1602. Jusqu'en 1975, elles s'est vendue à plus de 266 967 exemplaires, le second modèle le plus populaire après la 2002. 

## Histoire
En 1966, BMW lança une nouvelle famille de familiales pour concurrencer les Alfa-Roméo Giulia, Renault 16, Audi 60, Peugeot 404 Injection, Simca 1501, et Opel Olympia, ainsi que la Fiat 125, redoutable berline attendue dans ce segment. Cette famille s'appelait BMW Série 02. Le premier modèle était la BMW 1600 Jubilé ou 1600-2. Déclinée uniquement en berline 2 portes, elle était lancée en 1966 à l'arrêt de production d'une routière de la BMW Neue Klasse du même nom qui était produite pendant deux ans et existait en quatre portes. Elle arborait deux petits phares jaunes devant la calandre, comme on voyait sur les voitures de rallye d'antan. Cela n'est pas disponible sur la version cabriolet.
Peu après, les deux petits phares jaunes devant la calandre qui donnaient un caractère sportif à l'auto deviennent incolores.
Puis en 1971, la BMW 1600-2 a été retouchée et rebaptisée BMW 1602, le second zéro et le trait d'union disparaissant du chiffre pour que l'appellation de ce véhicule réponde à la nouvelle nomenclature de la marque.

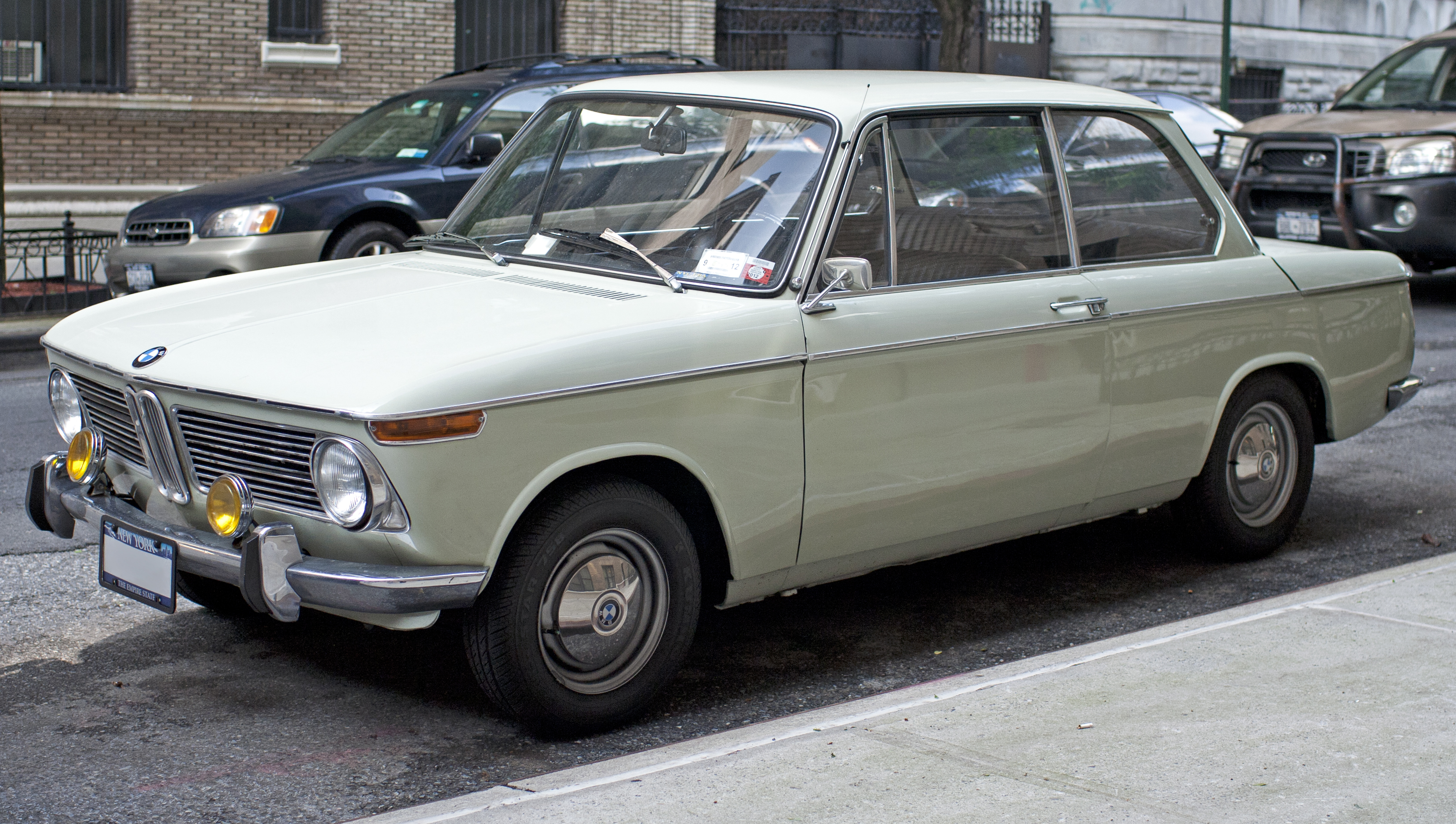
BMW 1600 Coupé
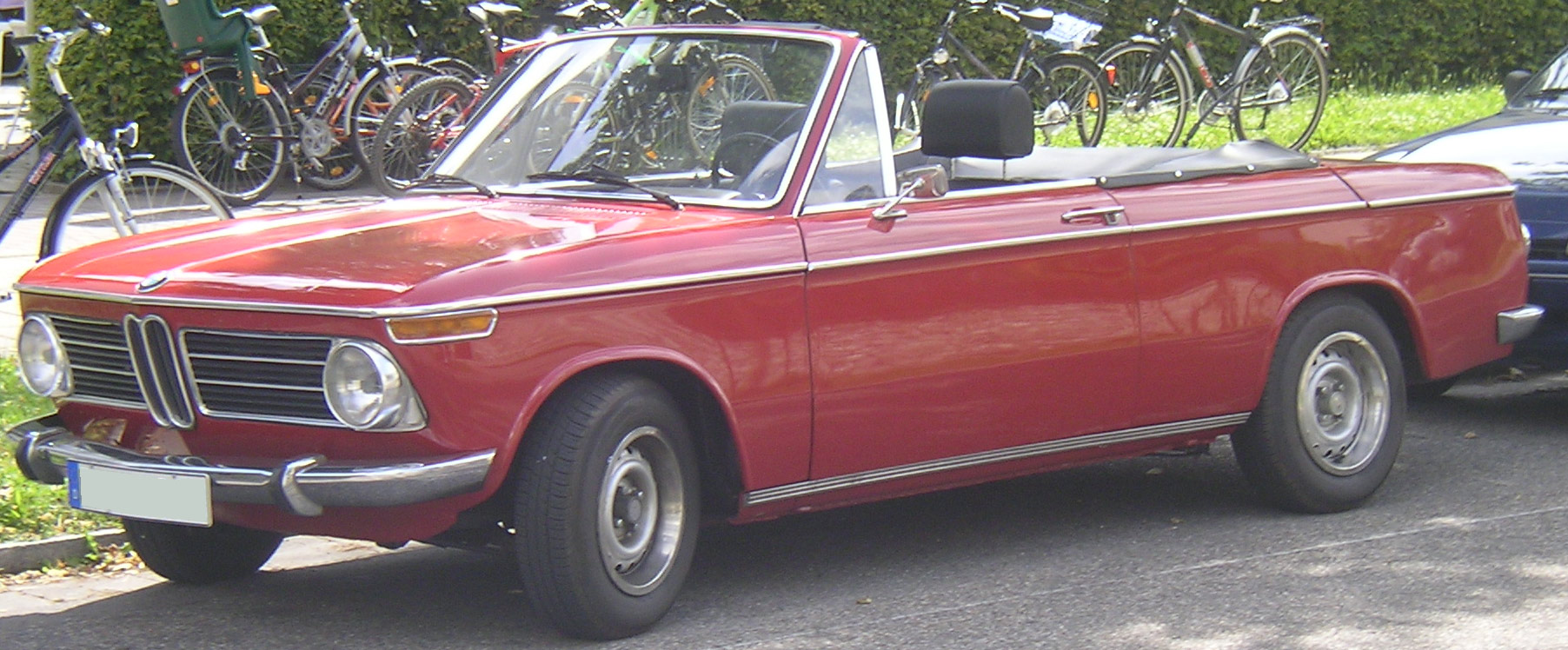
BMW 1600 Cabriolet
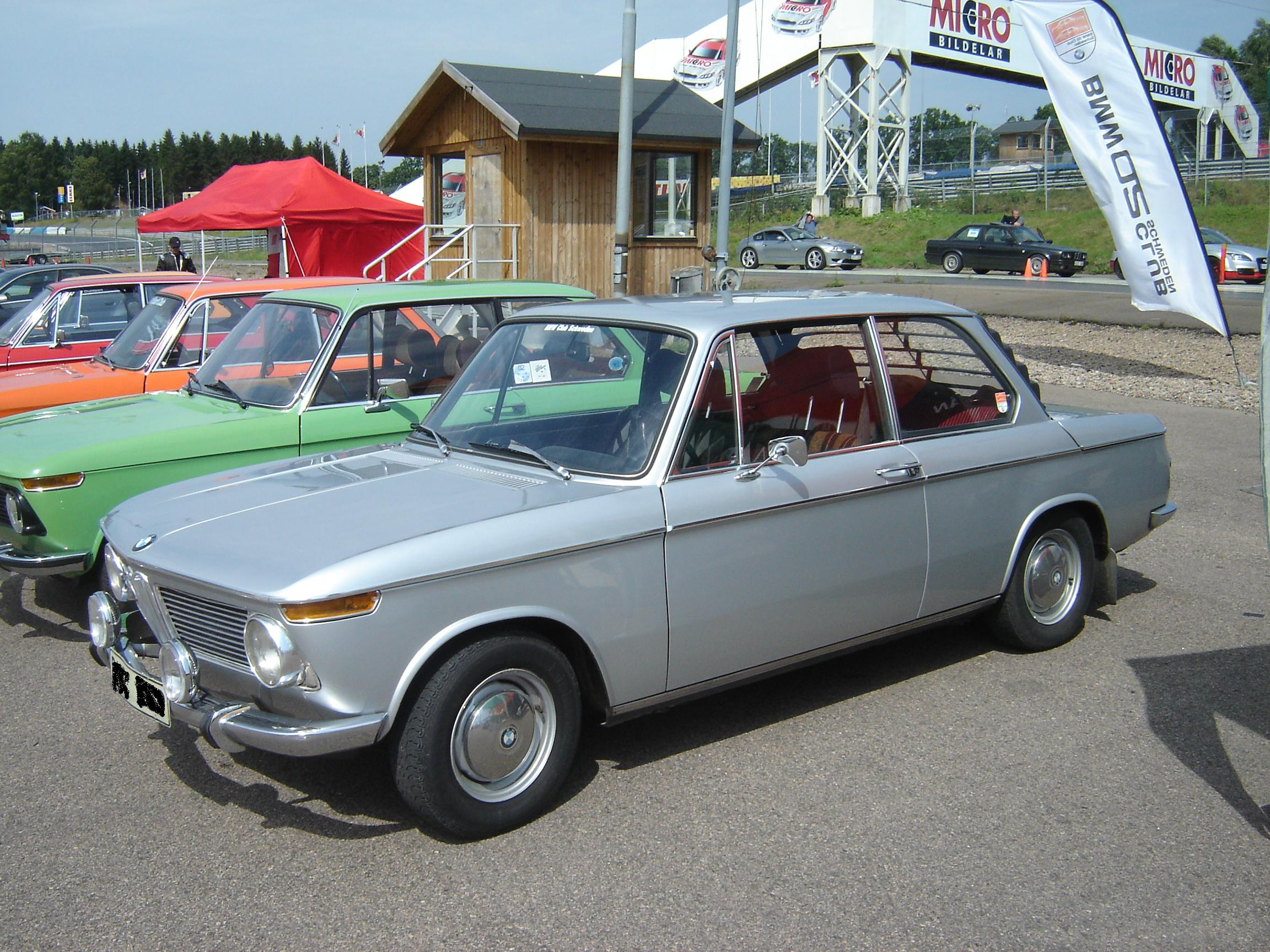
BMW 1600-2 Coupé
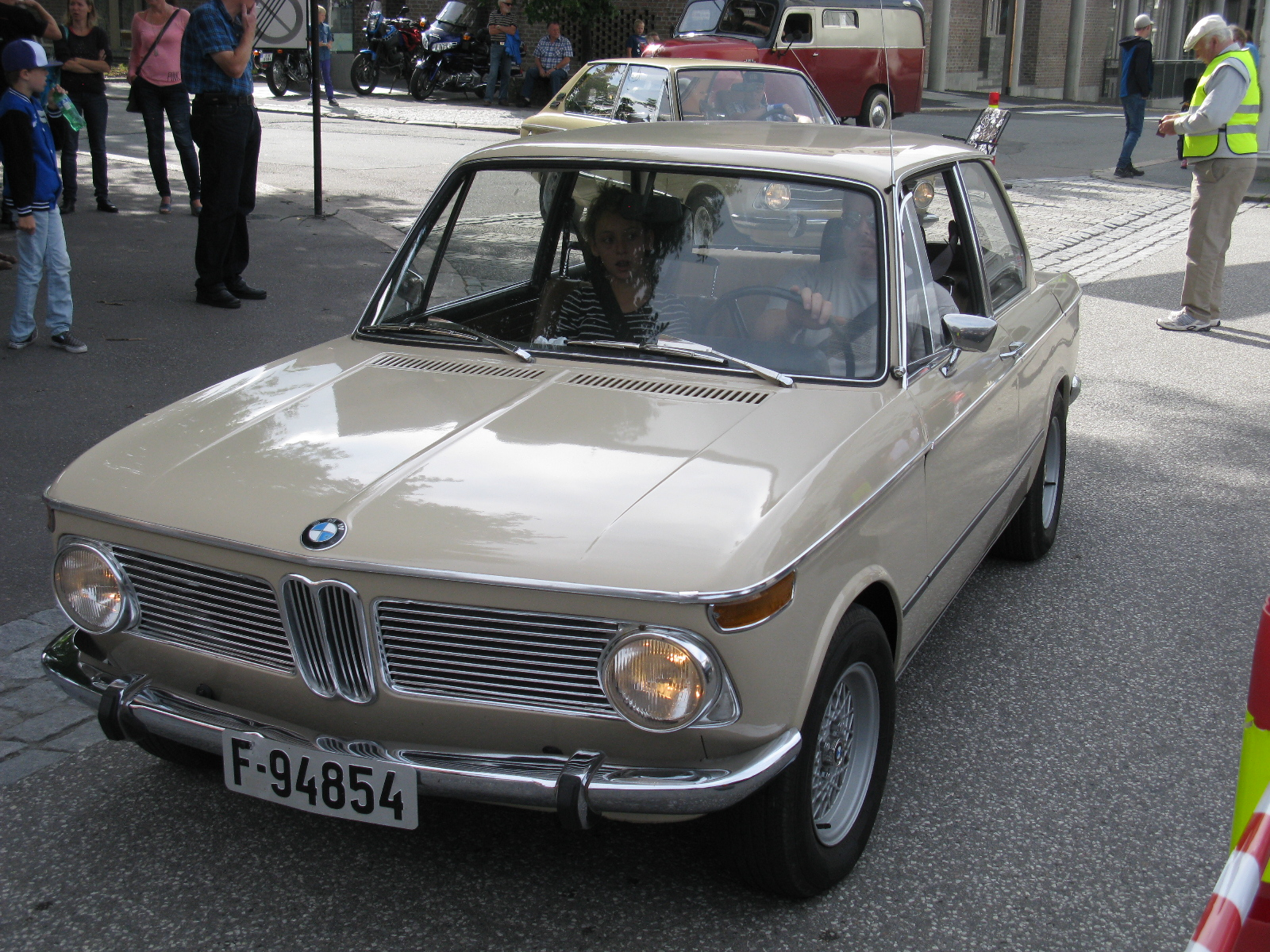
Avant de la BMW 1602 2 portes
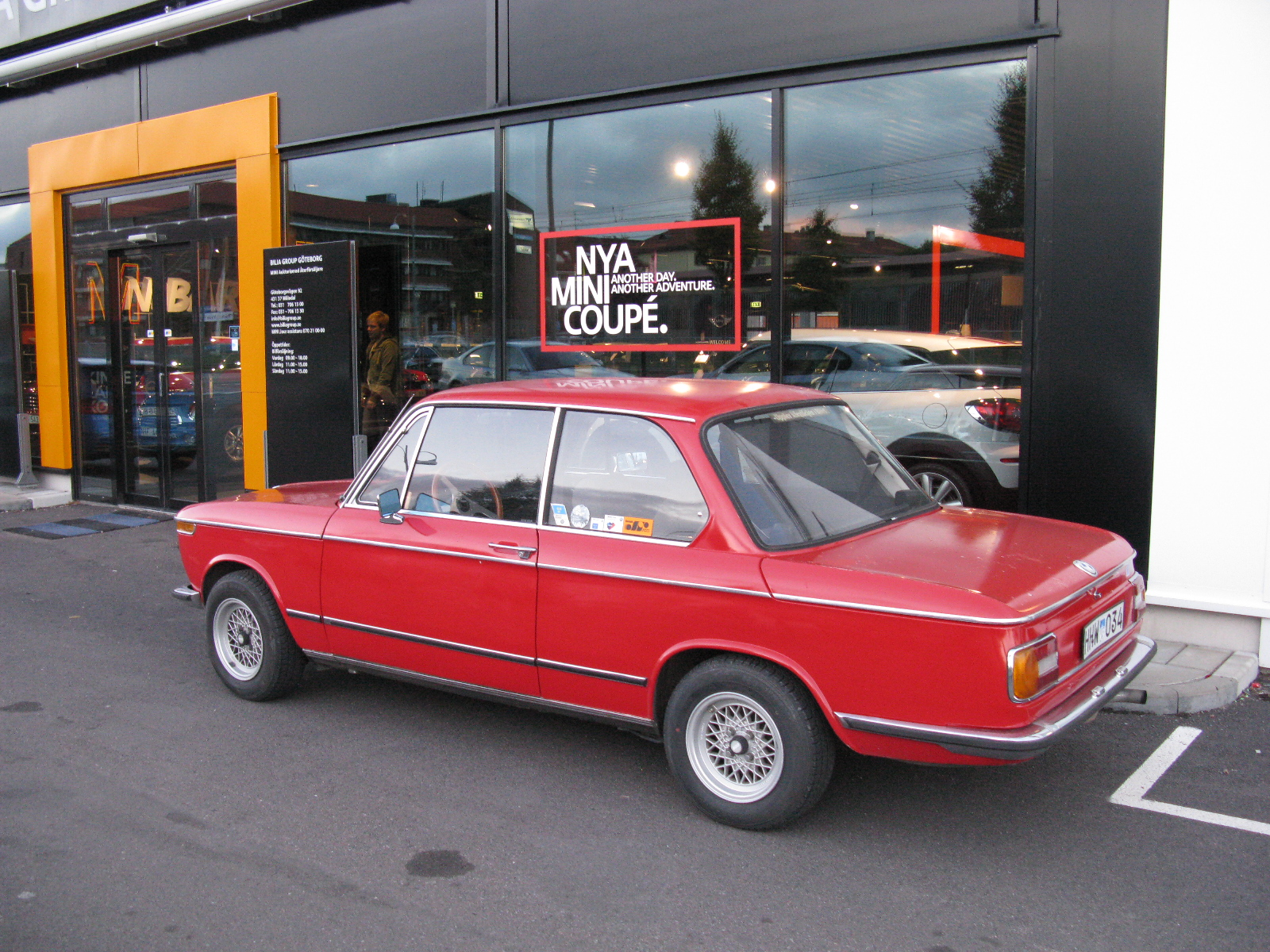
Arrière de la BMW 1602 2 portes
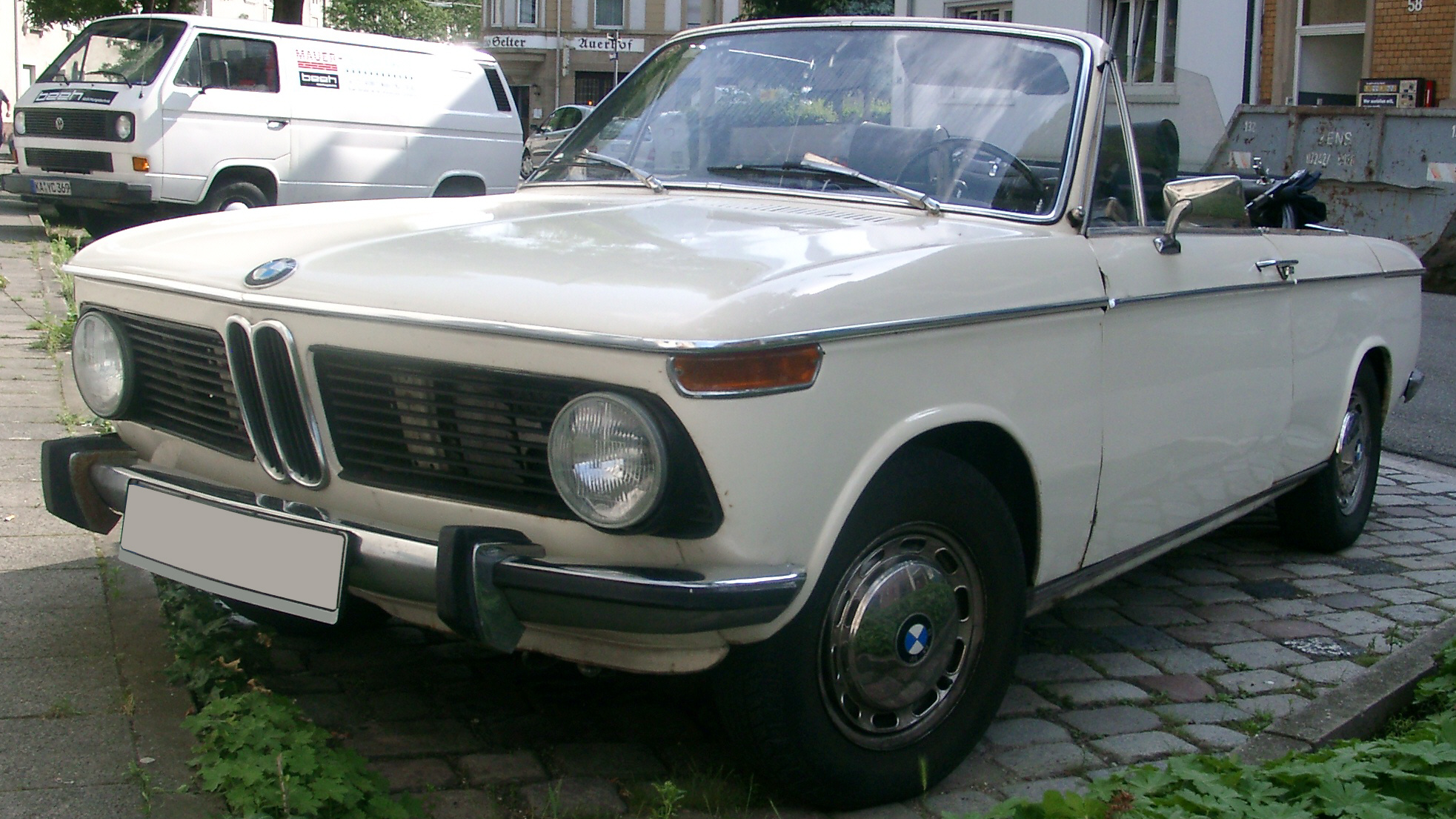
BMW 1602 Cabriolet

## Autres variantes

### Touring
La BMW 1600-2/1602 est devenue rapidement un best-seller, en offrant une praticité et un plaisir de conduire pour un prix raisonnable mais dans un emballage attrayant. Au printemps 1971, et pour la première fois, BMW sort une variante Touring à 3 portes sur la Série 02. Il s'agit de la première variante de la 1600/1602, la 1600 Touring. Les carrosseries suivantes présentées peu après étaient les 1600, 2000, 2000 Tii et 2002 Touring. Jusqu'en 1973, la BMW 1600 Touring a été vendue à 4 379 exemplaires.

### BMW 1600 TI
Pour les amateurs de locomotion de sport, BMW leur sort à partir de 1968 une version sportive de la BMW 1600 baptisée BMW 1600 TI disposant de 105 ch. L'augmentation de puissance de 20 ch par rapport au modèle standard 1600 résulte de l'utilisation de deux carburateurs identiques à compression croissante. Rapide, la 1600 TI atteint 175 km/h. Ce coupé sportif arrêta sa production en décembre 1968 et fut remplacé par la BMW 2002 TI.

### Alpina
Le préparateur Alpina a réalisé ses propres versions des 1600-2 et 1602. Elles ont été produites de 1967 à 1975 et ont été engagées en compétitions de voitures de tourisme. 